# Filotera
Filoteira (gr. Φιλωτέρα, ur. 315 p.n.e., zm. przed 282 p.n.e.) – księżniczka egipska.
Filoteira urodziła się jako córka Ptolemeusza I Sotera, króla Egiptu, i jego długoletniej kochanki, a później żony Bereniki I. Miała dwoje rodzeństwa – brata Ptolemeusza II Filadelfosa i siostrę (a także przyszłą żonę Ptolemeusza II) Arsinoe II. Z wcześniejszych małżeństw swoich rodziców miała liczne przyrodnie rodzeństwo.
Nie wiadomo praktycznie niczego o jej życiu – zmarła na jakiś czas przed wstąpieniem na tron jej brata Ptolemeusza II. Najprawdopodobniej zmarła też przed swoją siostrą Arsinoe II, ponieważ hymn żałobny Kallimacha z Cyreny nie wspomina o tym fakcie.
Po śmierci siostry Ptolemeusz II uczcił jej imię, nadając jej status bogini, budując poświęconą jej świątynię w Aleksandrii i wyniósł ją do grona bóstw dynastycznych. Ptolemeusz II zbudował również port leżący nad Morzem Czerwonym, nazywając go Filotejrą (obecna Safadża).